# نقد لینوکس

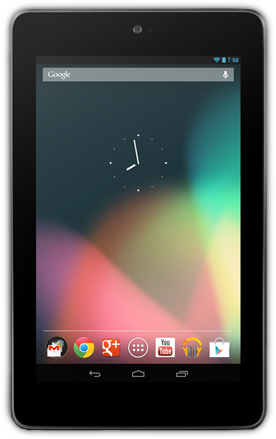
نسل اول تبلت Nexus 7 با اندروید، سیستم عاملی که از هسته لینوکس استفاده می‌کند. در حالی که سیستم‌عامل‌های مبتنی بر لینوکس در تبلت‌ها رایج هستند، کمتر به عنوان رایانه‌های رومیزی مورد استفاده قرار می‌گیرند.

انتقاد از لینوکس (به انگلیسی: criticism of Linux) به موضوعات مربوط به استفاده از سیستم عاملهایی که از هسته لینوکس استفاده می‌کنند، متمرکز است.
در حالی که سیستم عامل اندروید مبتنی بر لینوکس در بسیاری از کشورها بازار گوشی‌های هوشمند را در اختیار دارد، و از لینوکس در بورس اوراق بهادار نیویورک و اکثر ابر رایانه‌ها استفاده می‌شود، در تعداد کمی از رایانه رومیزی و لپ تاپ مورد استفاده قرار می‌گیرد. بیشتر انتقادها از لینوکس مربوط به عدم استفاده در رایانه رومیزی و لپ تاپ مربوط می‌شود، اگرچه از سال ۲۰۱۵ نگرانی فزاینده‌ای از دیدگاه پروژه در مورد امنیت وجود داشته‌است و پذیرش systemd در آن بحث‌برانگیز بوده‌است.

## انتقادات هسته لینوکس

### سیاست توسعه هسته
برخی از متخصصان امنیتی می‌گویند که افزایش برجسته سازی مجازی سازی در سطح سیستم عامل با استفاده از لینوکس، باعث افزایش مشخصات حملات علیه هسته شده‌است و لینوس توروالدز با سختگیری می‌تواند در نسخه‌های رسمی کاهش در برابر حملات سطح هسته را اضافه کند. Linux 4.12، که در سال ۲۰۱۷ منتشر شد، به‌طور پیش فرض KASLR را فعال می‌کند، اما در مورد کارایی آن بحث می‌شود.

Con Kolivas، توسعه دهنده سابق هسته، سعی کرد برنامه‌ریز هسته را برای استفاده تعاملی از دسک تاپ بهینه کند. او سرانجام به دلیل عدم قدردانی از پیشرفت خود، پشتیبانی از وصله‌های خود را کنار گذاشت. در مصاحبه ۲۰۰۷ چرا من ترک کردم: توسعه دهنده هسته Con Kolivas وی اظهار داشت:
اگر یک مشکل بزرگ در توسعه هسته و لینوکس وجود داشته باشد، قطع ارتباط کامل فرایند توسعه با کاربران عادی است. می‌دانید، کسانی که ۹۹٫۹٪ از پایگاه کاربران لینوکس را تشکیل می‌دهند. لیست پستی هسته لینوکس راهی برای برقراری ارتباط با توسعه دهندگان هسته است. به بیان ملایم، لیست پستی هسته لینوکس (lkml) به همان اندازه ترسناک بودن یک انجمن ارتباطی ترسناک است. اکثر مردم از ارسال نامه به این لیست کاملاً وحشت دارند که مبادا به دلیل بی تجربگی، گزارش اشکال نامناسب، احمق بودن یا هر چیز دیگری شعله‌ور (خشمگین) شوند. … من فکر می‌کنم توسعه دهندگان هسته به‌طور گسترده‌ای تصور نمی‌کنند که مشکلات فضای کاربران چقدر بزرگ است.

### عملکرد هسته
در LinuxCon 2009، لینوس توروالدز، خالق لینوکس گفت که هسته لینوکس «متورم و بزرگ» شده‌است:
بوتوملی با استناد به یک مطالعه داخلی اینتل که رهاسازی هسته‌ها را ردیابی می‌کند، گفت که عملکرد لینوکس در هر نسخه حدود دو درصد کاهش یافته‌است، که نسبت به ده نسخه گذشته حدود ۱۲ درصد افت داشته‌است. "آیا این مشکلی است؟" او پرسید. -ما دچار نفخ و عظمت می‌شویم. بله، این یک مشکل است … اوه، من دوست دارم بگویم که ما یک برنامه داریم … منظورم این است که، گاهی کمی ناراحت‌کننده است که ما قطعاً هسته ساده، کوچک و بسیار کارآمد نیستیم که من ۱۵ سال تصور کردم پیش از این … هسته آن بزرگ و متورم است و رد پای icache ما ترسناک است. منظورم این است که هیچ سؤالی در این مورد وجود ندارد؛ و هر زمان که ویژگی جدیدی اضافه کنیم، فقط بدتر می‌شود.
در LinuxCon 2014، لینوس توروالدز، خالق لینوکس اظهار داشت که فکر می‌کند وضعیت نفخ بهتر است زیرا رایانه‌های شخصی مدرن بسیار سریعتر هستند:
توروالدز گفت که دوست دارد لینوکس از نظر اندازه کوچک شود «ما در ۲۰ سال گذشته هسته را نفخ کرده‌ایم، اما سخت‌افزار سریعتر رشد کرده‌است.»

### کیفیت کد هسته
در نوامبر ۲۰۱۱، لینوس توروالدز در مصاحبه ای با روزنامه آلمانی Zeit Online اظهار داشت که لینوکس «بیش از حد پیچیده» شده‌است و او نگران است که دیگر توسعه دهندگان نتوانند از طریق نرم‌افزار راه خود را پیدا کنند. او شکایت کرد که حتی زیر سیستم‌ها نیز بسیار پیچیده شده‌اند و او به نشریه گفت که «می‌ترسد از روزی» که خطایی روی دهد که «دیگر قابل ارزیابی نیست».

اندرو مورتون، یکی از توسعه دهندگان اصلی هسته لینوکس، توضیح می‌دهد که بسیاری از اشکالات شناسایی شده در لینوکس هرگز برطرف نمی‌شوند:
س: آیا به نظر شما کیفیت هسته رو به کاهش است؟ به نظر می‌رسد اکثر توسعه دهندگان در مورد مشکل کلی کیفیت بسیار مبهم هستند. با فرض اینکه در اینجا اختلاف نظر وجود دارد، فکر می‌کنید از کجا ناشی شود؟ چگونه می‌توانیم آن را حل کنیم؟ پاسخ: من قبلاً فکر می‌کردم [کیفیت کد] رو به زوال است، و فکر می‌کنم که ممکن است فکر کنم هنوز هم هست. من بسیاری از رگرسیون را می‌بینم که هرگز برطرف نمی‌کنیم.
تئو دو راد، بنیانگذار OpenBSD، فرایند توسعه OpenBSD را با لینوکس مقایسه می‌کند:
«لینوکس هرگز به کیفیت نپرداخته‌است. بخشهای زیادی از سیستم وجود دارد که فقط همین هک‌های ارزان قیمت است و اتفاقاً اجرا می‌شود.» در مورد لینوس توروالدز، که لینوکس را ایجاد کرده و بر توسعه نظارت دارد، تئو دو راد می‌گوید: «من نمی‌دانم تمرکز [لینوس] به چه صورت است، اما کیفیت آن نیست.»

## استفاده از دسک تاپ
منتقدان لینوکس روی دسکتاپ بارها معتقدند که فقدان بازی‌های ویدئویی پرفروش در این سیستم عامل باعث می‌شود فرزندخواندگی خود را عقب نگه دارد. از سپتامبر سال ۲۰۱۵، سرویس بازی Steam دارای ۱۵۰۰ بازی در دسترس در لینوکس است، در مقایسه با ۲٬۳۲۳ بازی برای مک و ۶٫۵۰۰ بازی ویندوز.
از اکتبر ۲۰۲۱، Proton، یک تلاش توسعه مبتنی بر Steam که برگرفته از واین است، سازگاری با تعداد زیادی از بازی‌های فقط ویندوز را فراهم می‌کند و در برخی موارد عملکرد بهتری را نسبت به پورت‌های بومی لینوکس ارائه می‌کند. ProtonDB تلاشی است که توسط جامعه انجام می‌شود تا میزان عملکرد نسخه‌های مختلف پروتون با یک بازی مشخص را اندازه‌گیری کند.
به عنوان یک سیستم عامل دسک تاپ، لینوکس در چندین جبهه مورد انتقاد قرار گرفته‌است، از جمله:
- تعداد گیج کننده ای از گزینه‌های توزیع و محیط دسک تاپ.
- هندلینگ صوتی (این از زمانی که PulseAudio پایدار شد و به‌طور گسترده‌ای پشتیبانی شد، مورد بی اعتنایی قرار گرفته‌است).
- پشتیبانی از منبع باز ضعیف برای برخی از سخت‌افزارها، به ویژه درایورهای تراشه‌های گرافیکی سه بعدی، جایی که تولیدکنندگان تمایل به ارائه مشخصات کامل ندارند. در نتیجه، بسیاری از کارتهای ویدئویی هم دارای درایور منبع باز و هم بسته هستند، معمولاً با سطوح مختلف پشتیبانی.
- در دسترس بودن محدود برنامه‌های تجاری پرکاربرد (مانند Adobe Photoshop و Microsoft Word).[۱۹] این نتیجه عدم پشتیبانی توسعه‌دهندگان نرم‌افزار از لینوکس است، نه نقص خود لینوکس. گاهی می‌توان این مشکل را با اجرای نسخه‌های ویندوز این برنامه‌ها از طریق واین،[۲۰] ماشین مجازی یا بوت دوگانه حل کرد. با این حال، این وضعیت مرغ یا تخم مرغ را ایجاد می‌کند که توسعه دهندگان به دلیل سهم بازار ویندوز، برنامه‌هایی برای ویندوز می‌سازند و مصرف‌کنندگان به دلیل در دسترس بودن برنامه‌ها از ویندوز استفاده می‌کنند.

### تقسیم توزیع
یکی دیگر از شکایات رایج علیه لینوکس، فراوانی توزیع‌های موجود است. از ژانویه، ۲۰۲۰، DistroWatch لیست ۲۷۸ توزیع عمده را نشان می‌دهد. در حالی که طرفداران لینوکس از این عدد به عنوان نمونه ای از آزادی انتخاب دفاع کرده‌اند، سایر منتقدین تعداد زیادی را دلیل سردرگمی و عدم استانداردسازی در سیستم عامل‌های لینوکس ذکر می‌کنند. الکساندر وولف در InformationWeek نوشت:
به یاد داشته باشید نگرانی‌های دهه ۱۹۸۰ دربارهٔ اینکه چگونه «انشعاب» یونیکس می‌تواند می‌تواند به شانس پذیرش سیستم عامل آسیب برساند؟ این هیچ چیزی در مقایسه با آشفتگی امروز ما با لینوکس نیست، جایی که به بعد از ۳۰۰ توزیع برای جلب توجه کاربران رایانه ای که به دنبال جایگزینی برای ویندوز هستند، توجیه می‌شود.
کیتلین مارتین از LinuxDevCenter به تعداد توزیع‌های لینوکس بسیار مهم بوده‌است:
ما نیازی به ابداع مجدد لینوکس نداریم، توزیع‌هایی را ایجاد می‌کنیم که در صورت غیرمعمول، بخش‌های مهم را در موارد جالب و مبتکرانه قرار دهند. برنامه ای که برای لینوکس نوشته شده‌است باید نسبتاً ساده باشد و روی هر توزیع لینوکس نصب شود. اینطوری نیست آیا ما واقعاً به صدها توزیع هدف کلی، همه با ابزارهای مختلف، طرح بندی فایلهای مختلف سیستم، تغییرات در سه طرح اصلی مدیریت بسته بسته نرم‌افزاری و میزبان موارد عجیب و غریب و غیره نیاز داریم؟ آیا ما به محصول بیشتری احتیاج داریم؟

### پشتیبانی سخت‌افزار
در دهه‌های اخیر (از زمان تسلط بر مایکروسافت ویندوز) توسعه دهندگان سخت‌افزار اغلب تمایلی به ارائه مستندات فنی کامل برای محصولات خود ندارند، تا بتوانند درایورها را بنویسند. این بدان معناست که یک کاربر لینوکس برای اطمینان از عملکرد و سازگاری مجبور شده بود سخت‌افزارهایی را که سیستم ایجاد کرده بود، با دقت انتخاب کند. این مشکلات تا حد زیادی مرتفع شده‌است:
سالها پیش، اگر می‌خواستید لینوکس را روی دستگاه نصب کنید، باید مطمئن شوید که هر قطعه سخت‌افزار را با دست انتخاب کرده‌اید یا نصب شما صد در صد کار نمی‌کند … این در حال حاضر اینقدر نیست. می‌توانید یک رایانه شخصی (یا لپ تاپ) بگیرید و به احتمال زیاد یک یا چند توزیع لینوکس برای نصب و کار تقریباً ۱۰۰٪ دریافت کنید. اما هنوز استثناهایی وجود دارد؛ به عنوان مثال، خواب زمستانی / تعلیق همچنان برای بسیاری از لپ تاپ‌ها مشکل به نظر می‌رسد، اگرچه مسیری طولانی طی شده‌است.
در یک زمان، سیستم‌های لینوکس به رسانه‌های قابل جابجایی مانند فلاپی دیسک‌ها و CD-ROMها احتیاج داشتند که قبل از دسترسی به آنها دستی نصب شوند. با توسعه udev، رسانه‌های مونتاژ تقریباً در همه توزیع‌ها به صورت خودکار است.
برخی از شرکت‌ها، مانند EmperorLinux، با جفت‌گیری توزیع‌های توزیع شده لینوکس با سخت‌افزار مخصوص برای اطمینان از سازگاری از تحویل، مشکلات سازگاری سخت‌افزار لپ تاپ را حل کرده‌اند.

### ساختار دایرکتوری
ساختار دایرکتوری سنتی، که میراثی از ریشه‌های یونیکس لینوکس در دهه ۱۹۷۰ است، به دلیل نامناسب بودن کاربران نهایی دسک تاپ مورد انتقاد قرار گرفته‌است. برخی از توزیع‌های لینوکس مانند GoboLinux و MoonOS سلسله مراتب جایگزینی را ارائه داده‌اند که گفته می‌شود برای کاربران نهایی ساده‌تر است، اگرچه آنها پذیرش کمی داشتند.

## انتقاد مایکروسافت
در سال ۲۰۰۴، مایکروسافت کمپین بازاریابی خود را با عنوان واقعیت‌ها آغاز کرد، که به‌طور خاص از سرور لینوکس انتقاد می‌کرد. به ویژه، ادعا می‌شود که آسیب‌پذیری‌های ویندوز نسبت به توزیع‌های لینوکس از تعداد کمتری برخوردار است، که ویندوز از لینوکس قابل اطمینان تر و مطمئن تر باشد، که کل هزینه مالکیت لینوکس بالاتر است (به دلیل پیچیدگی، هزینه‌های کسب و هزینه‌های پشتیبانی)، که استفاده از لینوکس مسئولیت مشاغل را به دوش می‌کشد، و «فروشندگان لینوکس در صورت وجود هر گونه جبران خسارت کمی تأمین می‌کنند.» علاوه بر این، شرکت منتشر کرد. مطالعات مختلفی در تلاش برای اثبات این امر - واقعیتی که توسط نویسندگان مختلفی که ادعا می‌کنند مقایسه مایکروسافت نادرست است، به شدت مورد بحث قرار گرفته‌است. بسیاری از توزیع کنندگان لینوکس اکنون به مشتریان غرامت می‌دهند.
گزارش‌های داخلی مایکروسافت از افشای اسناد هالووین دیدگاه‌های متناقضی را ارائه کرده‌است. به ویژه اسناد مربوط به سال‌های ۱۹۹۸ و ۱۹۹۹ نشان می‌دهد که "لینوکس… در برنامه‌های کاربردی حیاتی مورد اعتماد است و - به دلیل کد منبع باز آن - اعتبار طولانی‌مدتی دارد که از بسیاری دیگر از سیستم‌عامل‌های رقابتی فراتر می‌رود. یک چرخه یادگیری کوتاه برای مولد شدن [در لینوکس]، "طولانی مدت، آزمایش‌های ساده من نشان می‌دهد که لینوکس شانسی در بازار دسکتاپ دارد…"، و "به‌طور کلی پاسخ دهندگان احساس می‌کردند قانع کننده‌ترین دلیل برای پشتیبانی از OSS این بود که "هزینه کل مالکیت پایین (TCO) را ارائه می‌دهد."

## پاسخ به انتقاد
جامعه لینوکس نسبت به اینها و سایر انتقادها پاسخهای متفاوتی داشته‌است. همان‌طور که در بالا ذکر شد، در حالی که برخی انتقادات منجر به ویژگی‌های جدید و استفاده بهتر از کاربر شده‌است، جامعه لینوکس به عنوان یک کل دارای اعتبار مقاوم در برابر انتقاد هستند. Keir Thomas با نوشتن مقاله برای PC World، خاطرنشان کرد: «اکثر اوقات دنیای لینوکس تمایل به ضد بحرانی دارد. اگر کسی در جامعه جرئت انتقادی داشته باشد، دچار اشتباه می‌شود.» در مصاحبه در سال ۲۰۱۵ لینوس توروالدز همچنین گرایش پروژه‌های محیط دسکتاپ لینوکس را برای سرزنش کاربران خود به جای خود در صورت انتقاد ذکر کرد.